# Willy Ley
Willy Ley (ur. 2 października 1906 w Berlinie, zm. 24 czerwca 1969 w Jackson Heights w Nowym Jorku) – niemiecko-amerykański pisarz, historyk nauki, inżynier, propagator lotów kosmicznych i prac nad rakietami.

## Życiorys
Willy Ley urodził się 2 października 1906 w Berlinie w rodzinie handlarza winem Juliusa Ottona Leya i Friedy May. W 1922 roku rozpoczął studia zoologiczne, po czym studiował również astronomię i fizykę i paleontologię na uniwersytecie w Berlinie i uniwersytecie w Królewcu. Jednocześnie, do 1926 roku pracował w banku.
W 1925 napisał streszczenie wydanej w 1923 roku rozprawy Hermanna Obertha Die Rakete zu den Planetenräumen (Rakietą w przestrzeń międzyplanetarną). W 1927 roku był jednym z założycieli niemieckiego Towarzystwa Podróży Kosmicznych (Verein für Raumschiffahrt, VfR), do którego przystąpili m.in. Hermann Oberth, Nikolai Rynin i Robert Esnault-Pelterie. W 1930 roku poznał Wernhera von Brauna. W 1928 wydał zbiór pierwszych artykułów na temat lotów kosmicznych Die Möglichkeit der Weltraumfahrt – wśród autorów byli Hermann Oberth, Franz von Hoefft, Walter Hohmann, Guido von Pirquet i Friedrich-Wilhelm Sander. Od 1929 roku Ley był redaktorem naczelnym czasopisma Die Rakete, wydawanego przez VfR, którego został wiceprzewodniczącym. Jednocześnie pracował nad filmem sci-fi Kobieta na Księżycu (Frau im Mond) według powieści Thei von Harbou – film ten po raz pierwszy w historii kina przedstawiał podróż człowieka rakietą i jest również często cytowany jako pierwszy pokazujący „odliczanie do zera” przed startem rakiety. Z inicjatywy Leya i dzięki pomocy finansowej reżysera filmu Fritza Langa, Oberth zbudował rakietę, która została wystrzelona podczas premiery filmu.
W 1930 VfR zakupiło działkę pod Berlinem przeznaczoną na eksperymenty z rakietami. Ley opisywał przeprowadzane próby dla prasy codziennej i zabiegał o fundusze na dalsze prace. Po przejęciu władzy przez nazistów i wprowadzeniu cenzury, Ley nie mógł dłużej swobodnie pisać o pracach nad rakietami. W 1935 razem z Rudolfem Schäferem Ley wyemigrował przez Francję i Anglię do USA.
W latach 1940–44 pracował jako redaktor ds. nauki w gazecie, a następnie jako inżynier w Washington Institute of Technology. W 1944 przyjął obywatelstwo amerykańskie. Po II wojnie światowej poświęcił się całkowicie propagowaniu lotów kosmicznych. W 1949 roku wydał książkę The Conquest of Space a w 1954 roku Engineers' Dreams. Ponownie spotkał się z Wernherem von Braunem, z którym wspólnie publikował. W latach 1951–58 wydał serię książek dla dzieci poświęconych przygodom w kosmosie. Napisał również biografie Konrada Gesnera i Otto Hahna. Współpracował z wieloma czasopismami, wytwórniami filmowymi i programami telewizyjnymi, doradzał przedsiębiorstwom przemysłowym i NASA.
Zmarł 24 czerwca 1969, na kilka tygodni przed pierwszym lądowaniem człowieka na Księżycu.

## Wybrane prace
- Die Fahrt ins Weltall, 1926
- Mars, der Kriegsplanet, 1927
- Das Drachenbuch, 1927
- Eiszeit, 1927
- Konrad Gesner, 1929
- Grundriß einer Geschichte der Rakete, 1932
- Luftschutz-ABC, 1934
- Vorstoß ins Weltall, 1949
- Die Eroberung des Weltalls, 1952
- Drachen, Riesen, seltsame Tiere von gestern und heute, 1953
- Die Eroberung des Mondes, 1954 (razem z W. v. Braunem i F.L. Whipple'em)
- Bernstein, Davidshirsch und Bambusbär, 1956
- Die Erforschung des Mars, 1957 (razem z W. v. Braunem)
- Pläne für die Welt von morgen, 1964

## Upamiętnienie
Krater Ley położony na niewidocznej stronie Księżyca został nazwany na jego cześć.